# Departamento Santo Tomé

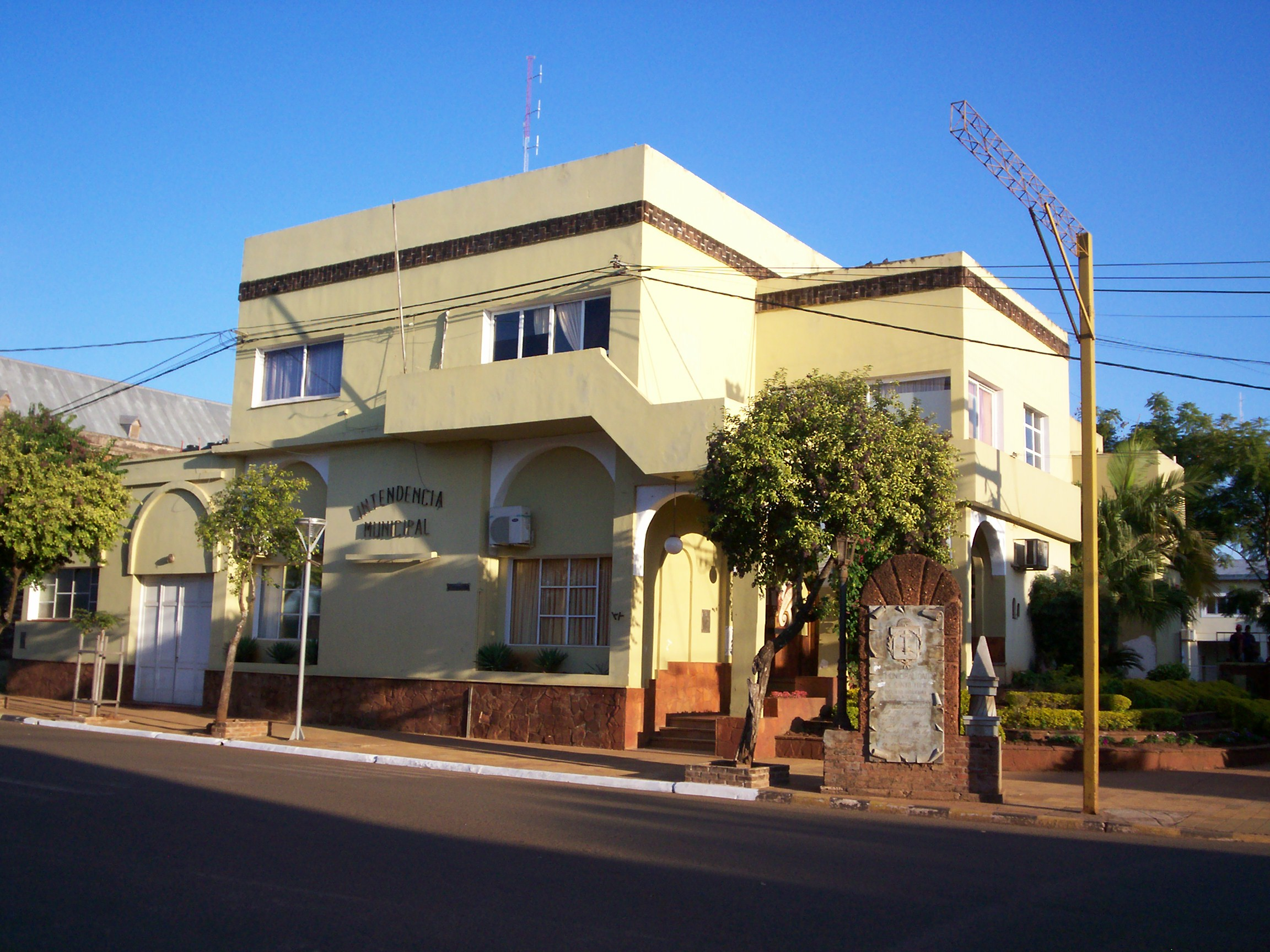
Edificio de la Municipalidad de Santo Tomé.

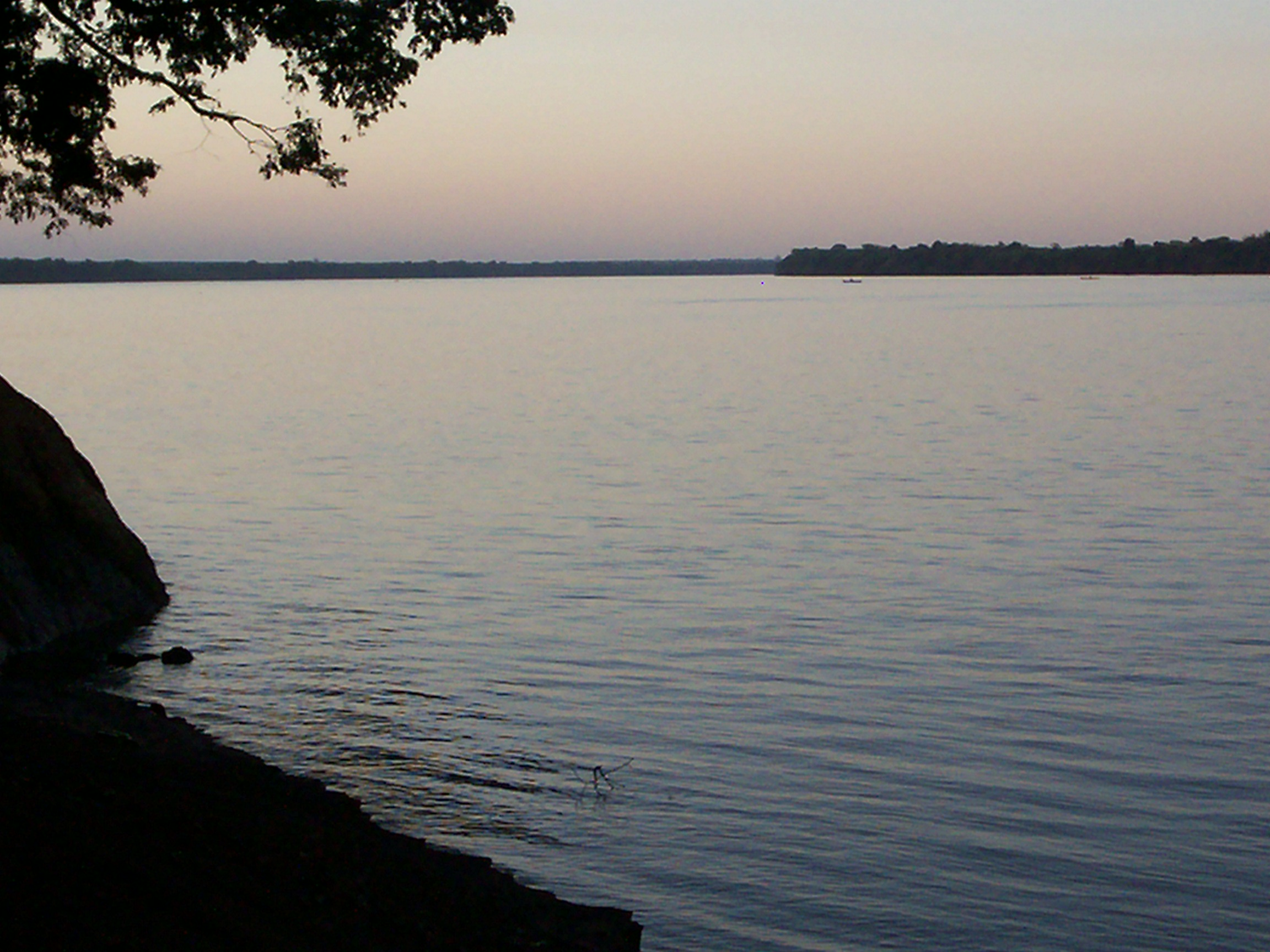
Río Uruguay visto desde Santo Tomé; en la orilla de enfrente se encuentra São Borja (Brasil).

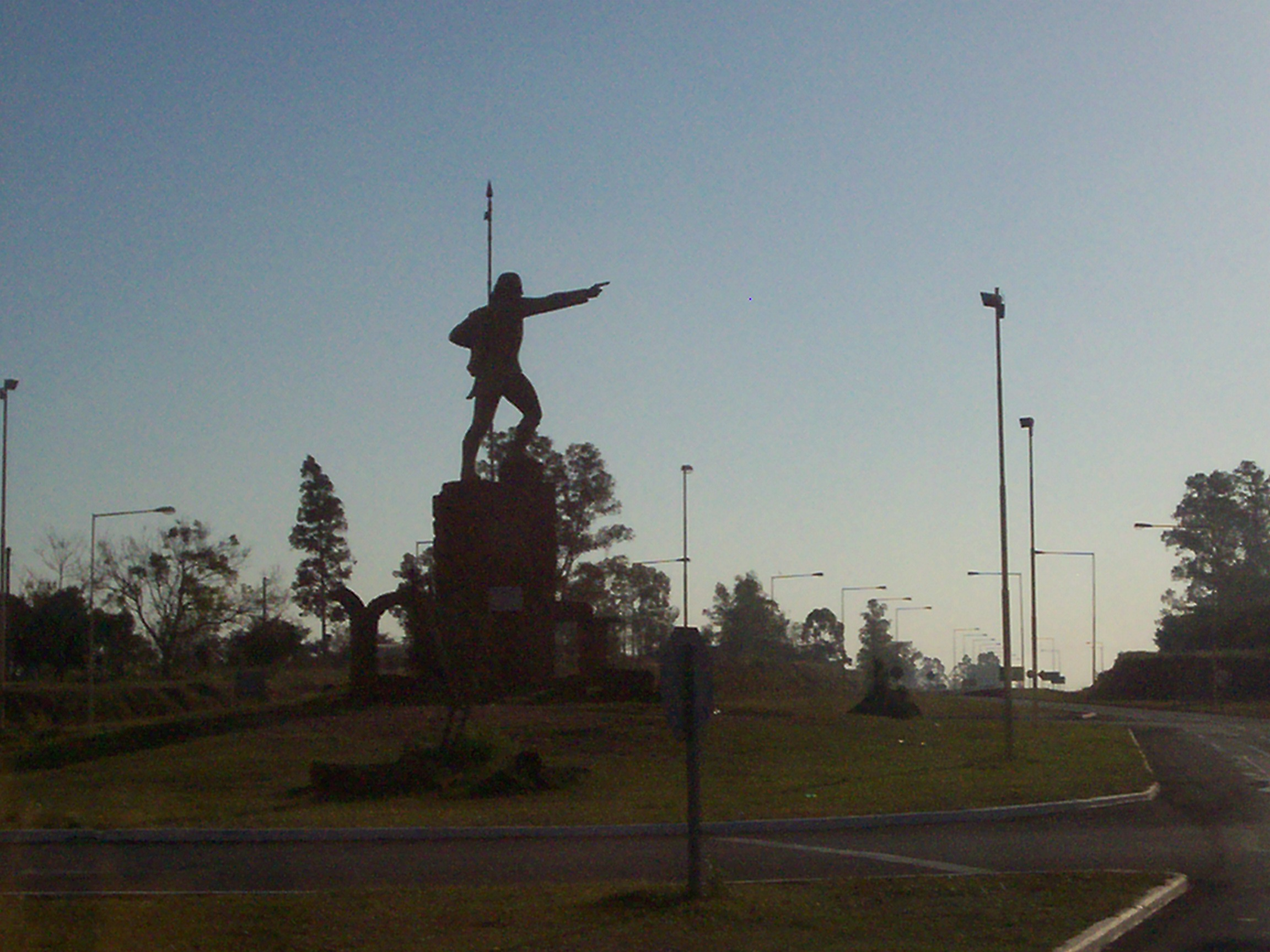
Acceso a Santo Tomé por la Ruta Nacional 121.

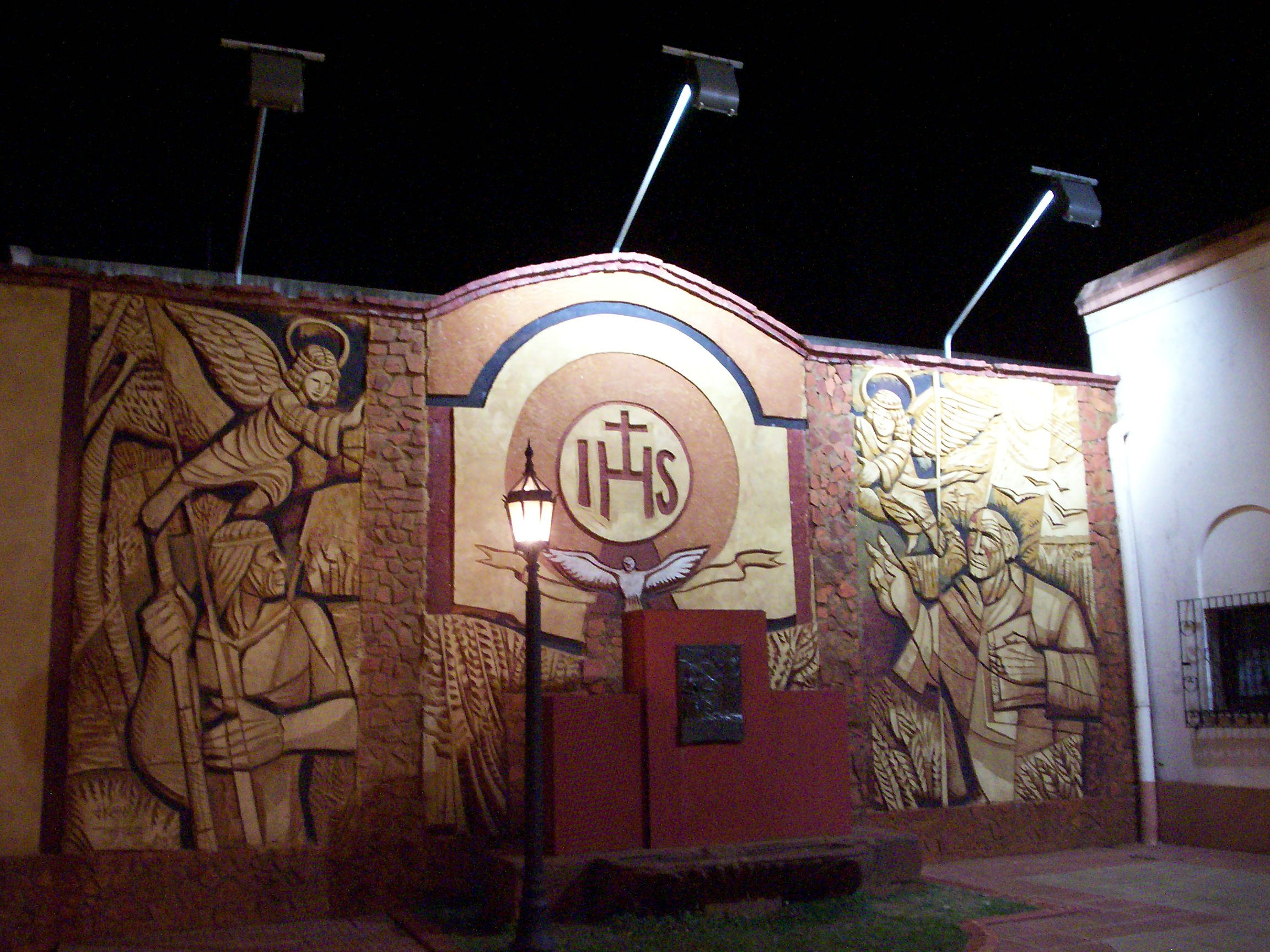
Antigua Reducción Jesuita (Santo Tomé).

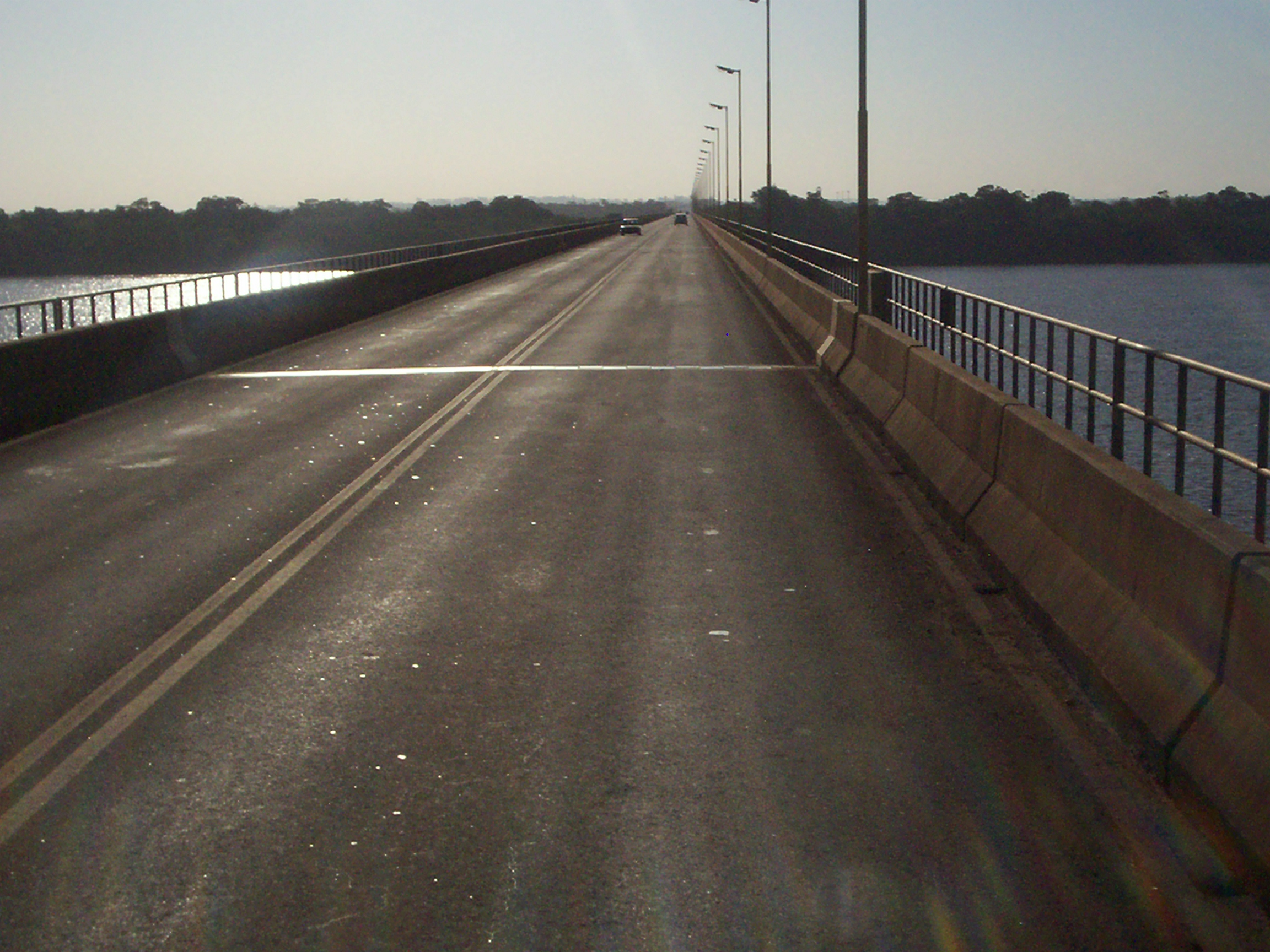
Puente Internacional Santo Tomé - São Borja.

Santo Tomé es uno de los 25 departamentos en los que se divide la provincia de Corrientes en Argentina.

## Superficie y límites
Tiene una extensión de 7005.9 km², en el noreste de la provincia. Limita al norte y al oeste con el departamento de Ituzaingó, al sur con los departamentos de San Martín y General Alvear, al noreste con la provincia de Misiones y al este con la República Federativa del Brasil, de la cual está separado por el río Uruguay.

## Población
Cuenta con 71 927 habitantes (Indec, 2022), lo que representa un incremento promedio anual del 1.4% frente a los 61 297 habitantes (Indec, 2010) del censo anterior.

La mediana de edad se estableció en 27 años.
| Gráfica de evolución demográfica de Departamento Santo Tomé entre 1991 y 2022 |
|                                                                               |
| Fuente: censos nacionales del INDEC                                           |

## Localidades
La mayor parte de la población se concentra en la ciudad de Gobernador Virasoro y en la cabecera del departamento. El resto es población de carácter rural, dispersa o asentada en pequeñas localidades.
| Cabecera (Población 2010) | Ciudades (Población 2010)           | Localidades (Población 2010)               |
| ------------------------- | ----------------------------------- | ------------------------------------------ |
| Santo Tomé (23 299 hab.)  | - Gobernador Virasoro (30 666 hab.) | - Garaví (861 hab.) - Garruchos (803 hab.) |

## Historia
El 7 de marzo de 1917 el gobernador Mariano Indalecio Loza aprobó por decreto el Cuadro comparativo de la subdivisión en Departamentos y Secciones de la Provincia de Corrientes; Límites interdepartamentales e interseccionales, que fijó para el departamento Santo Tomé los siguientes límites:

Departamento Santo Tomé - Límites departamentales: Norte: Límite Norte de las propiedades de Eulogio Fleitas, Suc. Cesáreo Centeno, río Aguapey, zanja y arroyo Sequeira, arroyo Garavi y F. C. N. E. A. hasta el río Chimiray; Este: Ríos Chimiray y Uruguay; Sur: Río Uruguay, arroyo y cañada Kuay Chico; Oeste: Límite Este de las propiedades de Juan Alterache, Ubaldo Centeno, Miguel J. Centeno, bañado y arroyo Sarandí, río Aguapey y bañado Ipuku (límite Sud de las propiedades de Almada, Soto y Lotero).

El cuadro señaló que el departamento estaba dividido en 7 secciones:

El Departamento está dividido en siete Secciones, con los siguientes límites:
 1ra. Sección: Norte: Límite Norte de las propiedades de Arturo Navajas y Jacinto Sequeira; Este: Brazo y arroyo Pariopa; Sur: Río Uruguay, arroyo y bañado Kuay Chico; Oeste: Límite Oeste de las propiedades de Juan Alterache, Ubaldo Centeno y Cayetano Caamaño, límite Norte de la propiedad de Juan Popolizio, bañado Kuay Grande y Mora Kue.
 2da. Sección: Norte: Bañado Ayuí y límites Norte y Nordeste de la propiedad de Fernández de Navajas, brazo del arroyo Johasa; Este: Arroyo Johasa y río Uruguay; Sur: Río Uruguay y brazo del arroyo Pariopa, límite Sur de las propiedades Galdina S. de Schneider, Gova Dassori y Cia y de la de Rafaela C. de Albuquerque; Oeste: Límite Oeste de las propiedades de Rafaela C. de Albuquerque, José Subízar, Celinda L. Duarte, Remigia M. de Ponce y Benito Luzuriaga.
 3ra. Sección: Norte: Arroyo y bañado Ayuí, bañado Payne; Este: Límite Este de las propiedades de Flora Centeno de Biñotti y de Albino Gliceria, Benito y Paulina Centeno, M. E. A. de Billinghurst e hijos y Miguel Centeno; Sur: Miguel Centeno, bañado y arroyo Sarandí; Oeste: Río Aguapey.
 4ta. Sección: Norte: Arroyo Potrero, arroyo Susto, F. C. N. E. A. hasta el río Chimiray; Este: Ríos Chimiray y Uruguay; Sur: Río Uruguay; Oeste: Arroyo Johasa.
 5ta. Sección: Norte: Zanja y arroyo Sequeira; Este: Arroyo Garavi; Sur: Arroyos Susto y Potrero, límite Sur de las propiedades de Navajas, Salomé N. de Martínez, zanja y bañado del Ayuí y Oeste de las propiedades de Ponciano Vega, Gaspar Vargas y zanja San Vicente; Oeste: Río Aguapey.
 6ta. Sección: Norte: Límite Norte de las propiedades suc. Angela Corrales, Belermina Corrales, Emilia Corrales de Rodríguez, Melitona M. de Vega y Juana G. Villán; Este: Límite Este de las propiedades Juana C. Villán, Manuel R. y Augusto Abelenda; Sur: Bañado y arroyo Ayuí (límite Sur de la propiedad de Miguel J. Centeno); Oeste: Río Aguapey.
 7ma. Sección: Norte: Límite Norte de las propiedades de Eulogia B. de Fleitas y suc. Cesáreo Centeno; Este: Río Aguapey; Sur: Bañado Ipuku (límite Sur de las propiedades de Soto, Lotero y Almada); Oeste: Laguna Yvera.

El 31 de agosto de 1935 fue publicado el decreto del vicegobernador Pedro Resoagli que determinó los límites de los departamentos:

Departamento Santo Tomé: Tiene los siguientes límites generales: Norte: Una línea que nace en la Laguna y Esteros del Iberá, de su centro, formada por la prolongación al Oeste del límite Norte de la propiedad de Eulogia B. de Fleitas y Wenceslao Fleitas, casi coincidente con el arroyo Taku’a; sigue el límite Norte de dicho inmueble, hace ángulo recto, subiendo por el deslinde occidental de las pertenecientes a Isabel Berón de Centeno, Fausta Centeno de Berón, Erodites Centeno Berón y Ubaldo Centeno, cuyo límite Norte sigue, por el bañado Concepción, hasta encontrar el río Aguapey; continúa por el curso de éste, aguas arriba, hasta el mojón Norte de la propiedad de Francisco Drowin, constituido por la desembocadura de la zanja Siquera; sigue por ésta y por el arroyo Siquera hasta sus puntas, límite Norte de las propiedades de Elcira Camelino y de la sucesión de Juan Comas, hasta encontrar el arroyo Garabí; este arroyo, aguas abajo, hasta las vías del F. C. N. E. A., por las cuales continúa hasta encontrar el cauce del arroyo Chimiray que limita la Provincia con el Territorio Nacional de Misiones; sigue por el Chimiray, aguas abajo, hasta su desembocadura en el río Uruguay; Este: El río Uruguay desde la desembocadura del arroyo Chimiray, aguas abajo, por su cauce principal, hasta la desembocadura del arroyo Kuay, en el límite Sud de la propiedad de Miguel Godoy; Sud: Desde la desembocadura del arroyo Kuay, en el río Uruguay, la línea sigue el curso de este arroyo y del Kuay Chico, aguas arriba, hasta las nacientes del último. Continúa por la línea Sud de la propiedad de Edelmiro Argilaga; Sud y Oeste de la de R. Acuña, Juan Alterats y Juan Paiva (h), hasta el mojón Sudoeste de la última; Oeste: Desde el mojón Sudoeste de la propiedad de Juan Paiva (h), la línea sigue el deslinde occidental de este inmueble, y el de los pertenecientes a Miguel J. Centeno, María Esther Andreau de Billinghurst e hijos, hasta encontrar el curso del río Aguapey; sigue por su curso, aguas arriba, hasta el mojón S. E. de la propiedad de R. Almada en el bañado Puku, por el cual continúa, por las líneas Sud-Oeste de las propiedades de R. P. Manuel y Edmundo Almada, herederos de Cardoso, F. Almada, Policarpo Almada, María Verón y V. Almada; toma luego el deslinde Sud de las propiedades de Prudencio Soto, Francisco Soto y Dora Lotero, y por la proyección de la línea Sud de la última hasta la Laguna y Esteros del Iberá.

## Economía
La economía del departamento se basa en la producción agropecuaria. Es el primer productor de té y yerba mate de la provincia. Santo Tomé, Ituzaingó y Paso de los Libres reúnen la mayor parte de la superficie de bosques implantados destinados a producción forestal. En menor escala, es uno de los departamentos productores de hortalizas.

El departamento forma parte de la región productora de ganado bovino y existen establecimientos habilitados para la faena.